# Via Mezzocannone
La via Mezzocannone est une rue de Naples qui relie la piazzetta Nilo et la piazza San Domenico Maggiore au Corso Umberto I, dans le quartier du Porto (Port). Elle s'étend sur 450 mètres. 

## Étymologie
Son nom remonte à une fontaine située à environ la moitié de sa longueur (près de la via sedili di porto), construite au XVe siècle sous le court règne du roi de Naples et duc de Calabre, Alphonse II.
Cette fontaine de piperno, adossée au mur  pour permettre aux chevaux de boire, était dotée d'un tube (en napolitain cannola ou cannone) très court (d'où le mot mezzo) et représentait un personnage royal dans une attitude maladroite, à tel point que le mot Miezocannone devient une appellation pour dénoter un comportement ridicule ou particulièrement risible, sans doute propre à Alphonse II qui était tellement détesté de ses sujets qu'il dut abdiquer. La fontaine fut démembrée pour l'élargissement de la voie et ses restes, conservés d'abord dans un dépôt communal, furent ensuite dispersés ou perdus.
Une partie de ceux-ci furent retrouvés dans les années 1970 par l'historien Giancarlo Alisio, dans la boutique d'un antiquaire,: une marqueterie carrée de marbre avec le nom d'Alphonse II et une tête de méduse d'où devait sortir le mezzocannone, de la même manière qu'une autre fontaine aujourd'hui disparue, la fontaine des Serpents (dei Serpi) qui se trouvait dans une rue qui n'existe plus, la via del Pendino.
Une autre étymologie ferait remonter le nom de la rue à une unité de mesure de la portée d'eau de la fontaine. On se servait alors comme unité de mesure de l'eau de la canna et du cannone ; et la fontaine aurait eu une portée de  mezzo cannone (mezzo signifiant « moitié » en français).

## Histoire

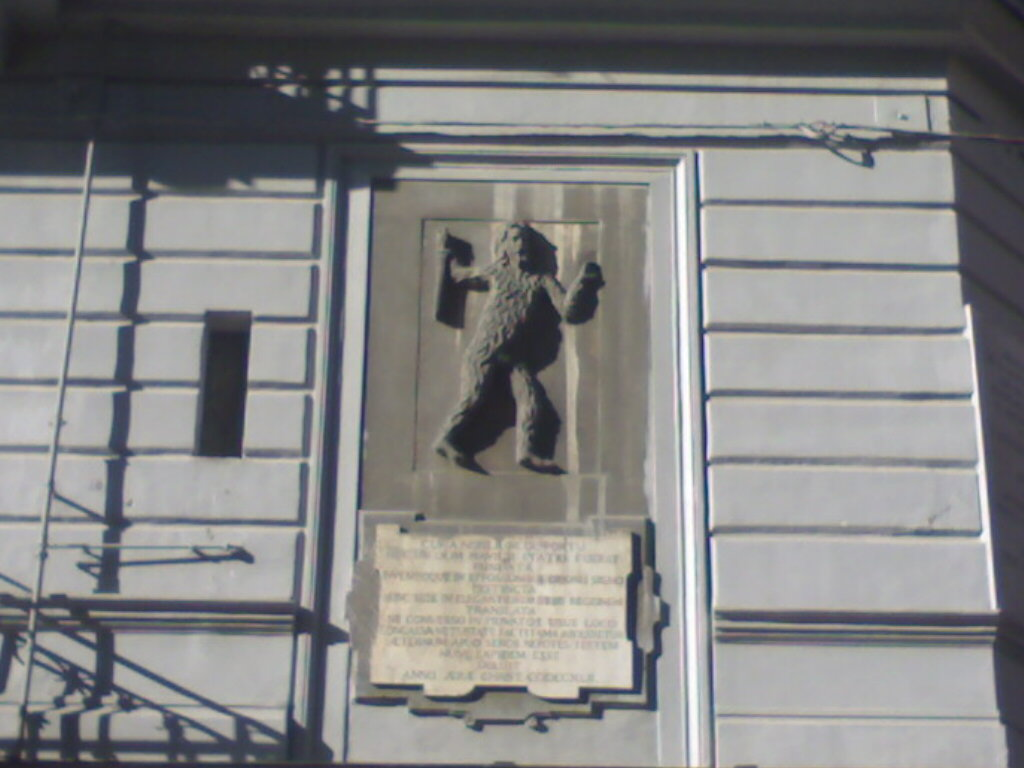
Luomo villoso (l'Homme velu), ou Niccoló Pesce, de la via Mezzocannone

Avant les travaux urbains de réaménagement de Naples qui eurent lieu à la fin du XIXe siècle, la rue était beaucoup plus étroite qu'aujourd'hui. Elle était notamment habitée par une population de teinturiers qui, travaillant dans leurs boutiques, faisaient couler vers le bout de la rue leurs liquides mélangés, la rendant ainsi impraticable. Salvatore Di Giacomo définit le boyau de Mezzocannone, comme un « intestin crasseux de Naples ».
Avant les travaux de la fin du XIXe siècle, la rue se nommait vicolo Mezzocannone; elle était sale et étroite. Pourtant autrefois à l'époque angevine (à la fin du Moyen Âge), il y avait de grandes demeures avec des jardins appartenant à la noblesse napolitaine. Ainsi sur le côté droit de la rue, au début de la montée vers l'église San Giovanni Maggiore (qui existe toujours), se trouvait le palazzo Colonna qui appartint au condottiere Fabrizio Colonna au XVe siècle. Depuis la fin du XIXe siècle, la rue relie la zone haute de la ville avec les zones remises en état.
Dans la partie centrale de la rue, tous les édifices furent détruits afin de construire sur le côté droit les bâtiments de l'université et d'élargir le côté gauche aligné avec de nouveaux immeubles d'habitation privés. Toutefois des vestiges des édifices précédents sont encore visibles à l'intérieur de ces nouveaux immeubles, comme par exemple le bas-relief d'Orion, symbole de l'antique municipalité du quartier du port de Naples, surnommé par le peuple Niccolò Pesce,, dans un des immeubles de gauche; le portail du palazzo Colonna, englobé dans le bâtiment principal de la faculté des sciences naturelles, à droite de la rue.
À la fin de la via Mezzocannone, près de la piazzetta Nilo, se trouvaient des couvents ayant survécu aux grands chantiers de la fin du XIXe siècle, mais qui furent démolis plus tard: ce sont le couvent du Gesù Vecchio et celui de la Donnaromita, démolis pour agrandir le dernier tronçon de la rue et laisser place à de nouveaux bâtiments universitaires. Il en est de même pour une partie du palazzo di Sangro di Casacalenda du XVIIIe siècle, supprimant ainsi ce qui restait de l'église Santa Maria della Rotonda sur laquelle le palais fut construit. Toujours du côté droit se trouve l'église San Girolamo delle Monache.

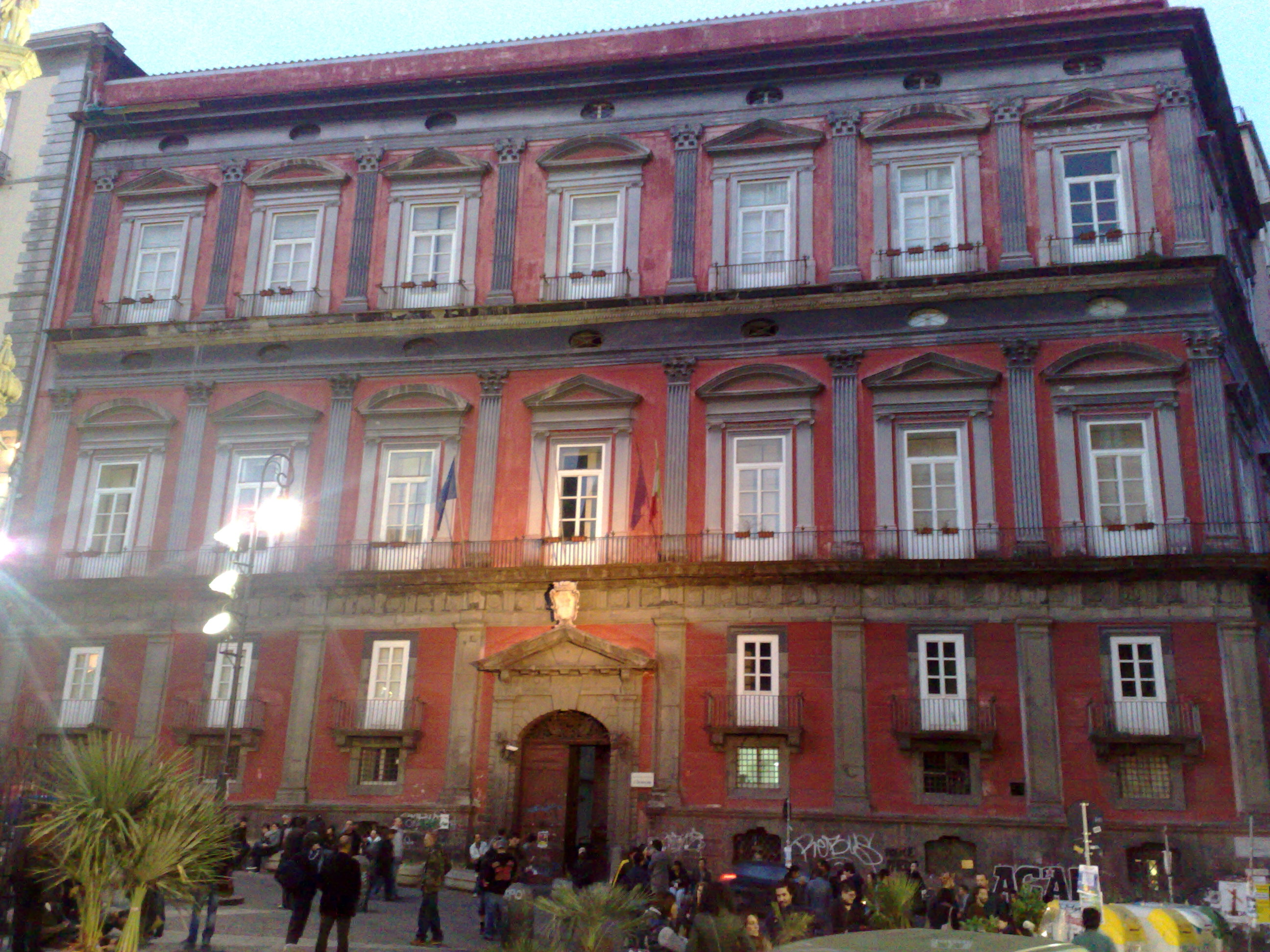
Palazzo Saluzzo di Corigliano (siège de l'université L'Orientale
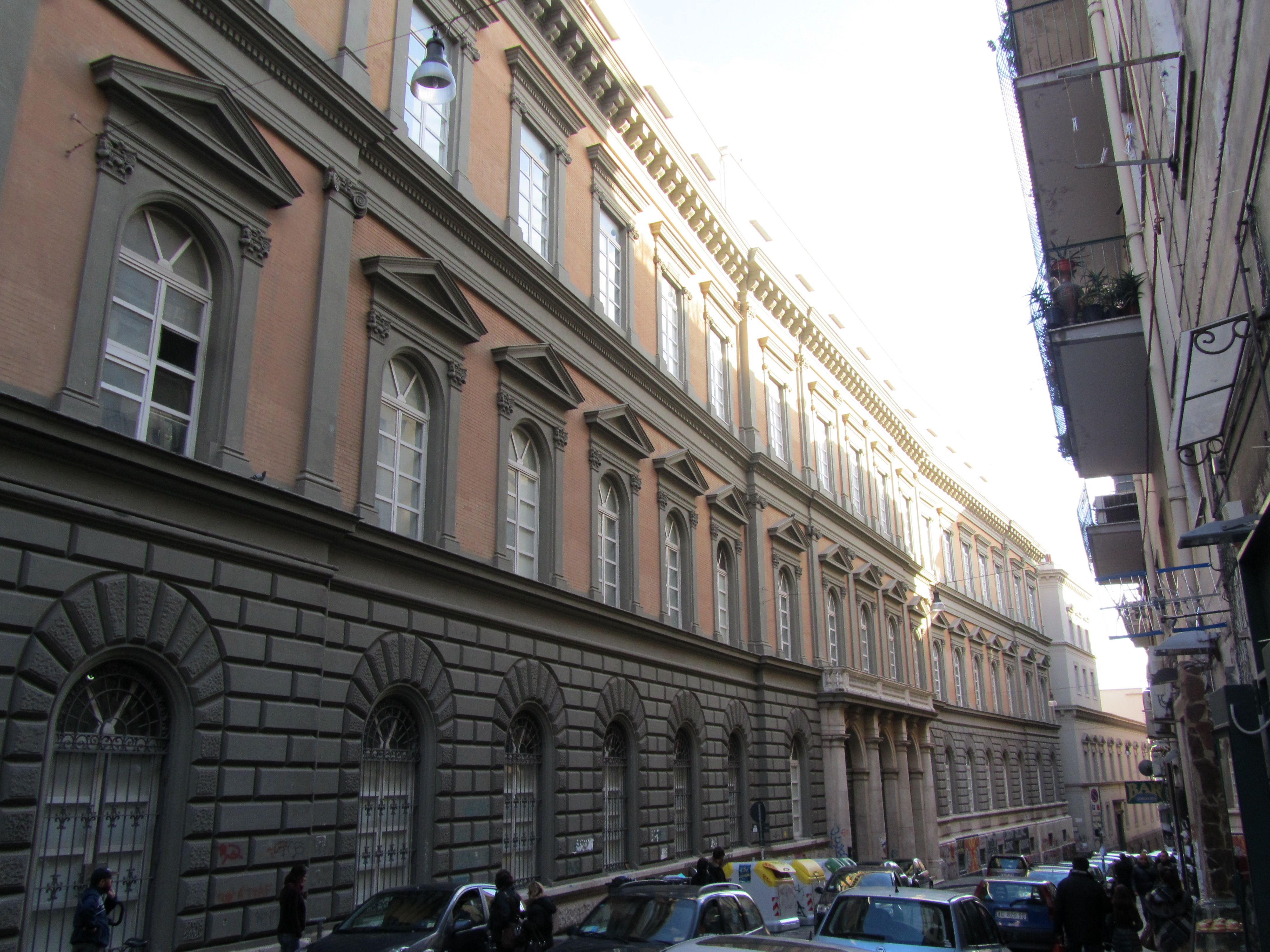
Bâtiment de l'université de Naples - Frédéric-II pour l'enseignement de la biotechnologie
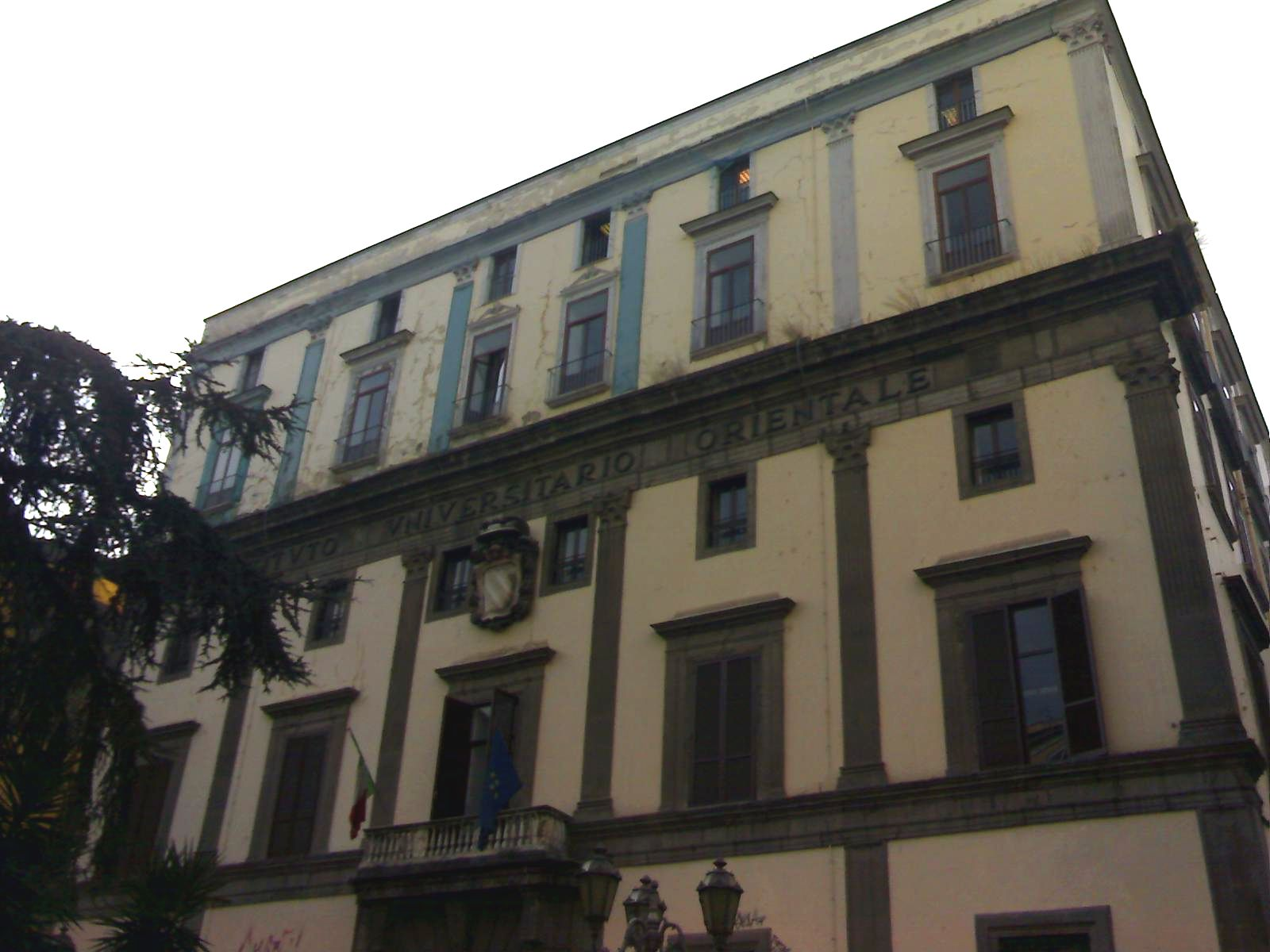
Palazzo Giusso (autre siège de l'université L'Orientale
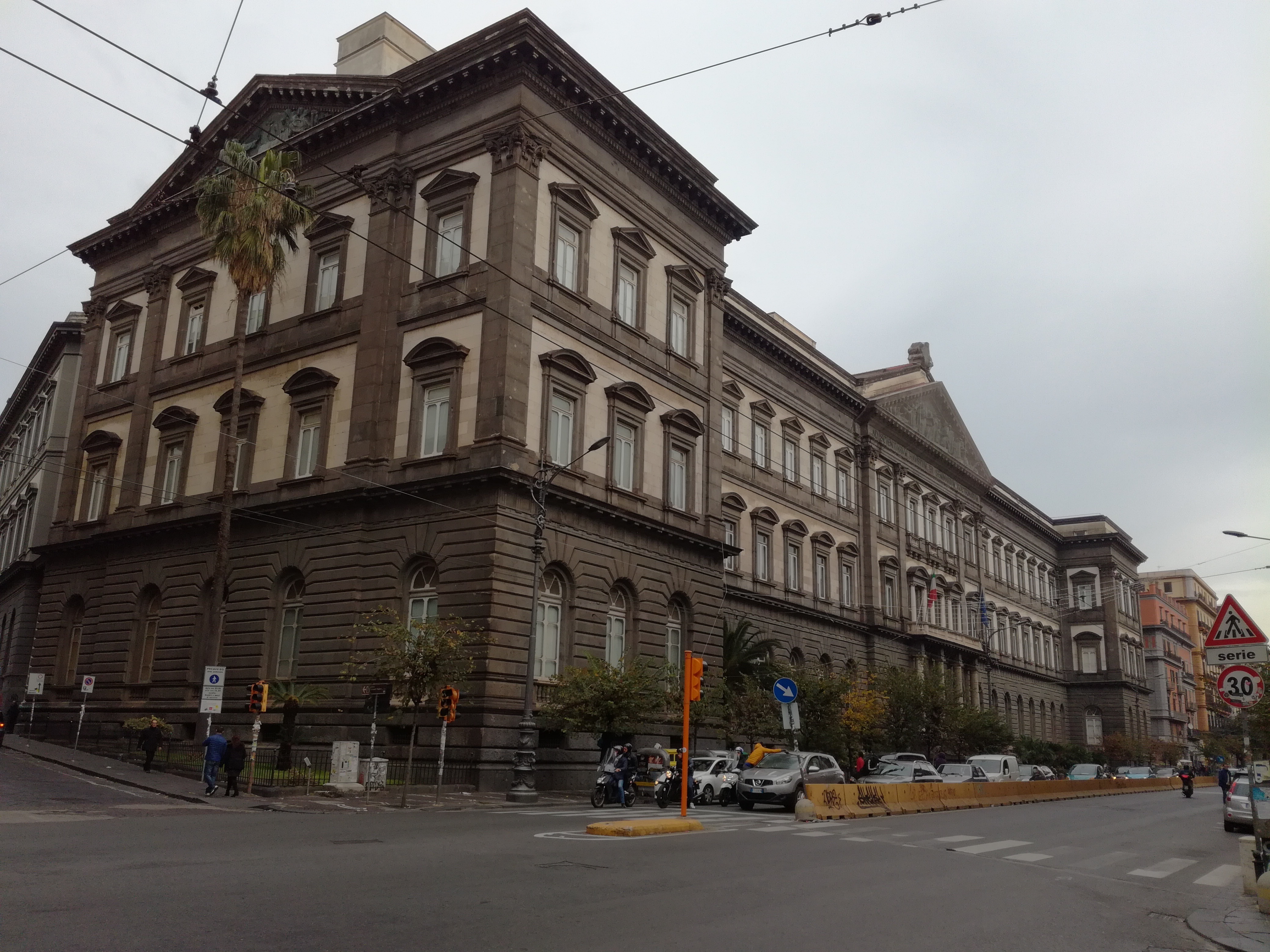
Faculté de jurisprudence de l'université de Naples
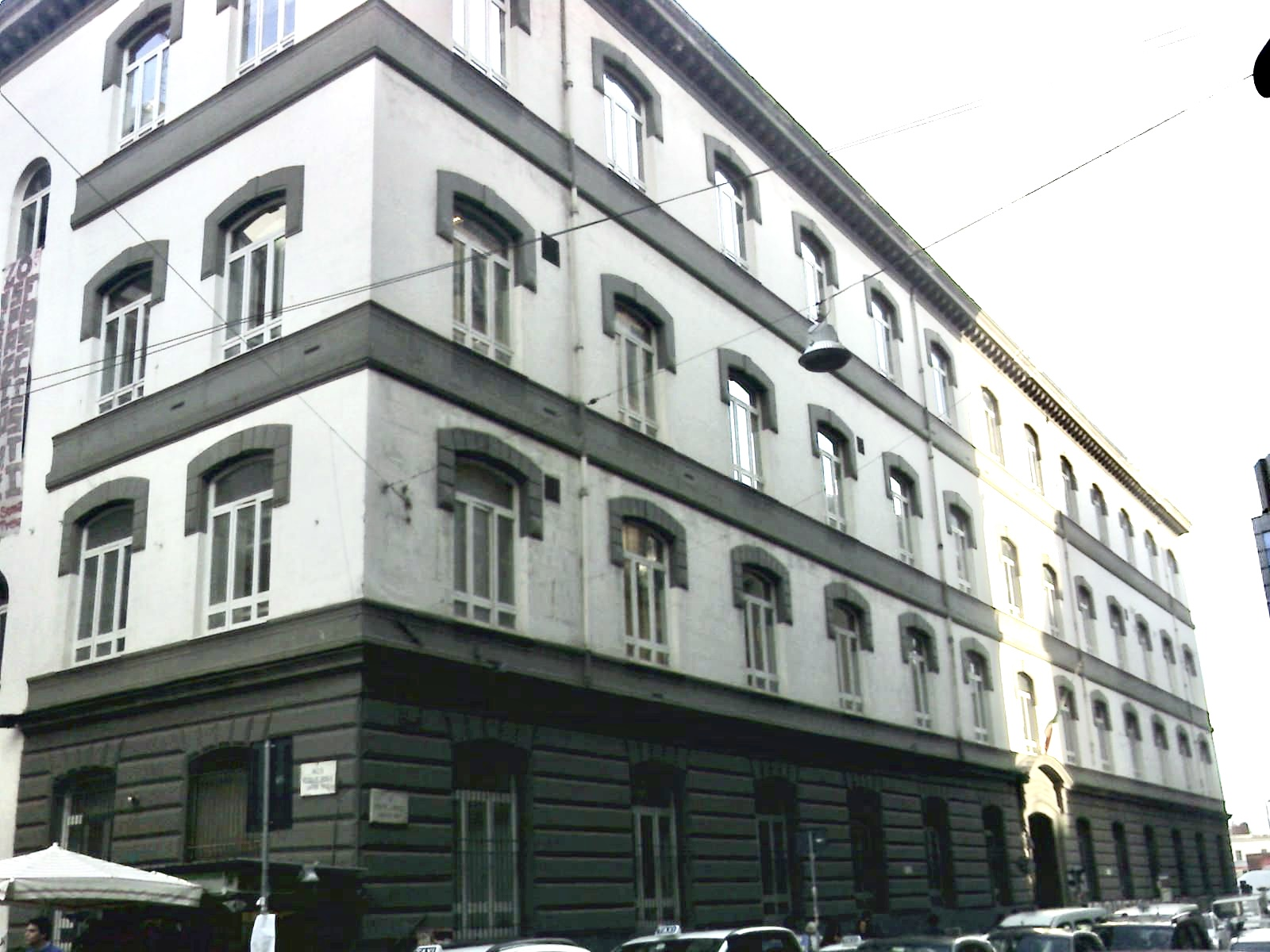
Faculté de lettres et de philosophie de l'université de Naples
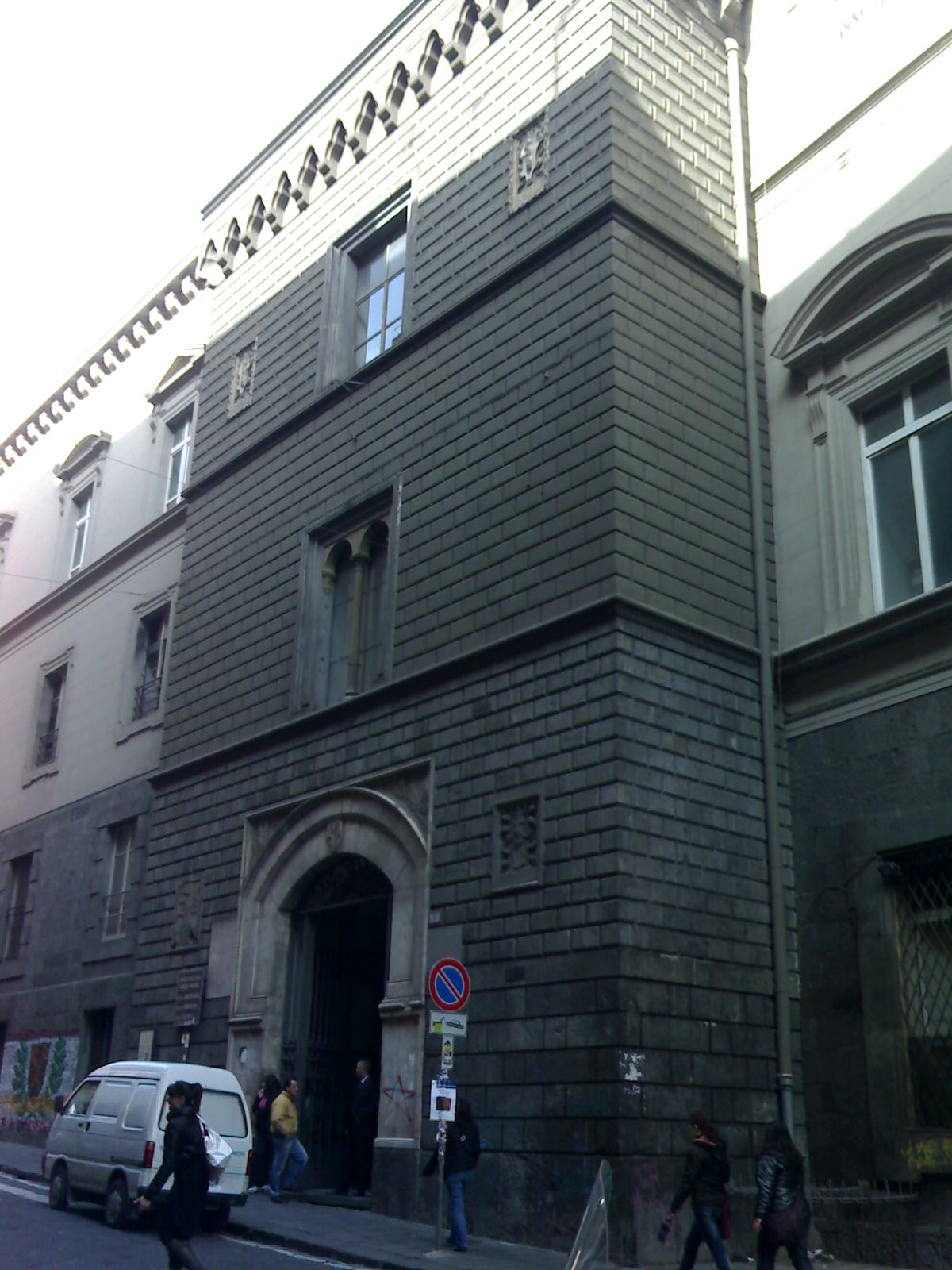
Musée des sciences minéralogiques, appartenant à la faculté de biotechnologie

## La via Mezzocannone aujourd'hui
Avec la construction de grands édifices universitaires, la via Mezzocannone est devenue le foyer de la vie estudiantine de Naples et même de toute la Campanie. C'est ici que se trouvent le siège de l'université de Naples - Frédéric-II et les principales facultés, ainsi que le musée des sciences biologiques et naturelles et la bibliothèque universitaire de Naples qui compte plus d'un million deux-cent-mille volumes et près de dix-huit mille périodiques.
La rue compte aussi des activités tournant autour de l'université comme des librairies, des imprimeries et des maisons d'édition, dont la fameuse De Frede fondée à la fin du XIXe siècle, des papeteries, des magasins de photocopies, des cafés et bars fréquentés par les étudiants (surtout près de la rampe San Giovanni Maggiore), etc.